# 신흥고등학교
신흥고등학교(信興高等學校)는 대한민국 경기도 동두천시 안흥동에 위치한 사립 고등학교이다.

## 학교 연혁
- 1960년 4월 14일 : 학교법인 신흥학원 설립 인가
- 1960년 5월 3일 : 신흥농업고등학교 개교 (농업과, 축산과)
- 1960년 5월 3일 : 초대 이사장 강신경 목사 취임
- 1960년 5월 3일 : 제1대 강순경 교장 취임
- 1962년 12월 6일 : 신흥실업고등학교로 개편 인가(농업과 3학급, 상업과 3학급)
- 1984년 3월 20일 : 청심헌(기숙사) 개관
- 1987년 11월 23일 : 신흥고등학교로 교명 변경
- 1993년 3월 1일 : 신흥고등학교 개편 인가 (보통과 12학급)
- 1999년 2월 25일 : 교실 (17실) 증축
- 2003년 3월 1일 : 제4대 강성종 이사장 취임
- 2024년 1월 5일 : 제62회 졸업(94명, 졸업생 총수 7,702명)
- 2024년 3월 1일 : 제7대 최명영 교장 취임
- 2024년 5월 22일 : 인조잔디 구장 개장

## 참고 자료
- 신흥고등학교 - 한국교육학술정보원 학교알리미